# Hörsel
Hörsel, är ett av kroppens sinnen, vars uppgift är att uppfatta ljud. Hörsel studeras inom audiologi och psykoakustik, det förra ämnet behandlar främst de fysiologiska sidorna medan det senare ämnet behandlar de psykologiska sidorna och hörselupplevelsen.

## Så fungerar hörseln
Ytterörat (öronmusslan) fångar upp ljudvågor i luften och leds via den yttre hörselgången in mot trumhinnan, som sätts i vibration. Rörelsen överförs till innerörat med hjälp av de tre hörselbenen, hammaren, städet och stigbygeln till det ovala fönstret, som sitter i ena ändan på hörselsnäckan. Hörselsnäckan består av en snäckformad tunnel, delad i tre kanaler (scala vestibuli, scala media och scala tympani). På varsin sida om scala media sitter två membran, basilarmembranet och Reissners membran. På basilarmembranet sitter hårceller (i det Cortiska organet) som sätts i rörelse och aktiveras genom att hårcellernas stereocilier pressas mot tektorialmembranet. När vätskan i hörselsnäckan sätts i rörelse av vibrationerna uppstår vågmönster i vätskan som deformerar basilarmembranet. Deformationen, som ger information om den inkommande signalens frekvens och amplitud, registreras av det Cortiska organet och signalen skickas vidare till hörselcentrum i hjärnan via hörselnerven.
Därifrån finns två teorier om hur vi tolkar ljudet: platsteorin som anger att vågdeformationens placering på basilarmembranet är huvudnyckel till vår tolkning av frekvens, och periodicitetsteorin som anger att relativ tonhöjd analyseras i hjärnan med ledning av periodiciteten hos de nervimpulser som skickas från de Cortiska organen. Ingen av teorierna kan ensam förklara alla hörselns enastående egenskaper och på senare tid lutar vetenskapen åt att de ska kombineras – periodicitetsanalys vid lägre frekvenser, samverkan i mellanregistret och platsanalys vid höga frekvenser.

### Hörtröskel och smärtgräns
Genom örats mekaniska konstruktion – resonanser i hörselgången, ”utväxling" via hörselbenen och storleksskillnad mellan trumhinnan och ovala fönstret – är känsligheten för ljud olika vid olika frekvenser. Känsligast är örat mellan 3 000 och 4 000 Hz. Hörtröskeln (nedre gränsen för hörbarhet) ligger här vid ett ljudtryck på ca 0,00002 N/m² (20 µPa). Vid låga frekvenser krävs åtskilligt högre ljudtryck för att vi skall uppmärksamma dem. 
För att få mera hanterliga värden anger man därför istället ljudtrycknivåer i dB (decibel) relativt hörtröskeln. Det är ett logaritmiskt mått på skillnaden mellan valda nivåer. Nu varierar örats känslighet med frekvensen, och för att efterlikna det förses mätinstrument med vägningsfilter. Saken kompliceras av att frekvensgången i örat även är beroende av medelljudnivån av alla toner som förekommer samtidigt. Därför måste man ha olika vägningsfilter vid mätning av svaga ljud, medelstarka ljud, mycket starka ljud. Dessa filter betecknas A, B och C. Dessa är de vanligaste. För speciella ändamål finns ytterligare vägningsfilter. Det vanligast förekommande är A-filtret. För att dB-värdena ska bli meningsfulla krävs att dels 0-värdet är definierat, dels att filtertypen anges. Detta sker genom att tillämplig filtertyp anges inom parentes efter dB. Uttryckt på detta sätt anges smärtgränsen till 120 dB(A) om A-filter används. Detta är dock korrekt endast vid mätning med en enda ton, eftersom A-kurvan är specificerad för svaga ljud.

### Frekvensomfång
Som unga kan vi människor uppfatta ljud mellan 20 och 20 000 Hz, men redan i 20-årsåldern börjar känsligheten för höga frekvenser minska. Försämringen har traditionellt varit tydligare för män än för kvinnor. Frekvensomfånget kallas också för hörbarhetsområde.
I 60-årsåldern brukar man kunna uppfatta toner mellan 20 och 10 000 Hz. För den oinsatte kan det tyckas som om halva registret är borta men så illa är det inte. Tonskalan är logaritmisk så att en fördubbling av frekvensen representerar en oktav – det är alltså lika många toner mellan 20 och 40 Hz som mellan 10 000 och 20 000 Hz. Följaktligen är bara en oktav av tio borta. Dessutom har akustiska musikinstrument inga grundtoner över 4400 Hz, däröver finns bara övertoner.
För uppfattbarhet av vanligt tal spelar ljud med frekvens under 300 Hz liten roll. En övre gräns på 3 400 Hz räcker för att man på rösten ska kunna känna igen en bekant person, man eller kvinna. Detta är vad man kallar telefonkvalitet. För en fullödig musikupplevelse med en symfoniorkesters alla instrument krävs mer. En övre gränsfrekvens på 10 kHz ger en betydande kvalitetshöjning (det är avsevärt bättre än vid radiomottagning på amplitudmodulerad mellanvåg där ljudbandbredden vanligen begränsas till 4,5-5 kHz), 15 kHz (rundradions FM-band) riktigt bra. Vuxna människor hör ofta inte ljud med högre frekvenser än så; barn och ungdomar kanske ytterligare högst en ters eller kvint.

### Fokusering och förträngning
Till skillnad från en vanliga ljudmätare så har hjärnan också förmågan att mer eller mindre fokusera eller förtränga ett specifikt ljud. Detta är troligen också ett arv från evolutionen. Stenåldersmänniskor som kunde urskilja och reagera på vissa svaga ljud från faror hade större chans att överleva och ta hand om sina barn o.s.v..
Man kan också träna förmågan att urskilja ett visst ljud i en komplex ljudmiljö, orkestermusiker har ofta bättre förmåga än medelpersonen att urskilja och särskilja ljud, något som delvis anses bero på att verksamheten tvingar dem till detta. 